# Санкино (Башкортостан)
Санкино  — исчезнувший хутор  в Отрадинском сельсовете Куюргазинского района Башкортостана. Почтовый индекс — 453350. В 2006 году объединён с д. Савельевка с сохранением статуса деревни и наименования «Савельевка» (Закон Республики Башкортостан от 21.06.2006 № 329-з «О внесении изменений в административно-территориальное устройство Республики Башкортостан в связи с образованием, объединением, упразднением и изменением статуса населенных пунктов, переносом административных центров», ст. 7).
Сейчас - ул. Санкина в д. Савельевка.
Находится у трассы Р240, на р. Большой Юшатырь.

## Географическое положение
Расстояние до:
- районного центра (Ермолаево): 21 км
- центра сельсовета (Старая Отрада): 4 км
- ближайшей ж/д станции (Ермолаево): 21 км